# Naoki Yoshida

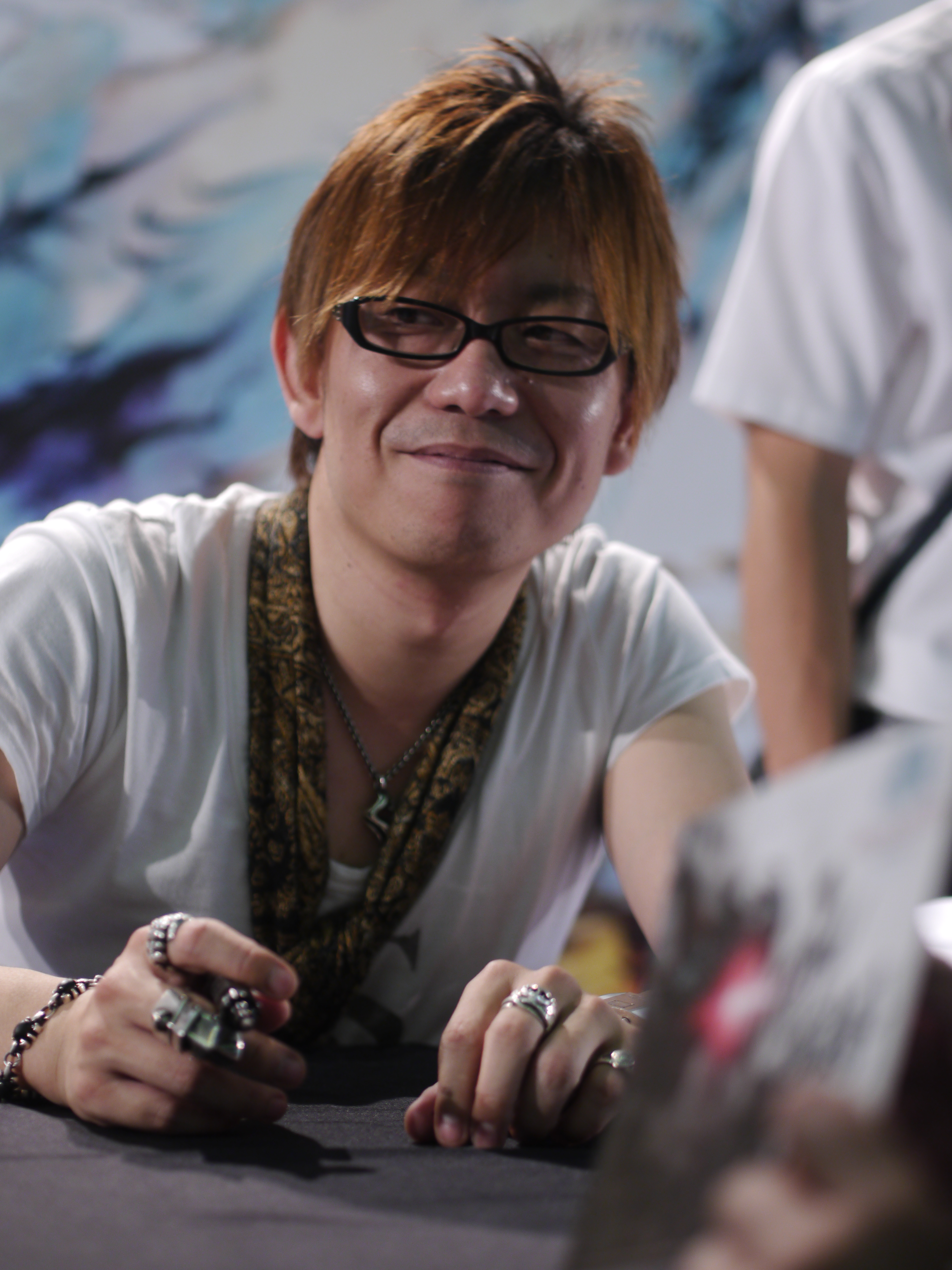
Naoki Yoshida, 2013

Naoki Yoshida (Yoshi-P), (japanisch 吉田 直樹; * 1. Mai 1973 in Japan) ist ein japanischer Spieleentwickler, der für seine Arbeit bei Square Enix weltweit bekannt ist. Er ist unter anderem Produzent von Final Fantasy XIV und Final Fantasy XVI.

## Werdegang
Yoshida trat der Square Enix Gruppe 2004 bei und arbeitete zunächst an der Dragon Quest Serie. 2010 rettete Yoshida die strauchelnde Final-Fantasy-Reihe, als er die dem Scheitern drohende Neuveröffentlichte 14 Version übernahm, die zuvor von Kritikern und Kunden zerrissen wurde. Als neuer Produzent schaffte es Yoshida das Debakel zu einem der größten Erfolge von Square Enix zu drehen. Seinen Triumph verewigte er sich bei einem Cameo-Auftritt in seinem ersten großen Erfolgsspiel, als wandernder Minnesänger, der sein Abbild zeigt.
Seitdem ist Yoshida aus der Final-Fantasy-Reihe nicht mehr wegzudenken.

## Produzent
- 2010: Final Fantasy XIV
- 2013: Final Fantasy XIV: A Realm Reborn
- 2015: Final Fantasy XIV: Heavensward
- 2017: Final Fantasy XIV: Stormblood
- 2019: Final Fantasy XIV: Shadowbringers
- 2021: Final Fantasy XIV: Endwalker
- 2023: Final Fantasy XVI
- 2024: Final Fantasy XIV: Dawntrail[3]